# روبرت جافي
روبرت جافي (بالإنجليزية: Robert Jaffe) هو أستاذ جامعي وكاتب سيناريو وفيزيائي أمريكي، ولد في 23 مايو 1946 في باث في الولايات المتحدة.